# Comissão de Segurança Pública do Senado Federal do Brasil
A Comissão de Segurança Pública (CSP) é uma comissão permanente da atividade legislativa do Senado Federal do Brasil. É formada por 19 senadores titulares e 19 suplentes, sendo presidida atualmente pelo senador Flávio Bolsonaro (PL-RJ), tendo o senador Sérgio Moro (UNIÃO-PR) como vice-presidente.

## Atribuições
As atribuições vinculadas à Comissão de Segurança Pública podem ser descritas por;
- Opinar sobre proposições pertinentes a segurança pública, polícia civil, militar, federal, rodoviária federal e ferroviária federal, policiamento marítimo, fluvial, lacustre, aeroportuário e de fronteiras, corpos de bombeiros militares, guardas municipais, sistema penitenciário, sistema socioeducativo, área de fronteiras, inteligência de segurança pública, políticas de valorização, capacitação e proteção das forças de segurança, políticas públicas de prevenção à violência e de promoção da paz social, combate à corrupção, ao crime organizado e à lavagem de dinheiro, prevenção, fiscalização e combate ao tráfico ilícito de drogas, controle e comercialização de armas, proteção a testemunhas e a vítimas de crime, e a suas famílias,  cooperação técnica internacional em matéria de segurança pública, compartilhamento de informações processuais e adesão a acordos internacionais sobre esses temas, ressalvada a competência da Comissão de Relações Exteriores e Defesa Nacional;
- Receber e avaliar denúncias relativas ao crime organizado, narcotráfico, violência rural e urbana e quaisquer situações conexas que afetem a segurança pública;
- Realizar pesquisas, estudos e conferências sobre as matérias de sua competência;
- Colaborar com entidades não governamentais que atuem nas matérias de sua competência;
- Fiscalizar e acompanhar o Plano Nacional de Segurança Pública e Defesa Social e demais programas e políticas públicas de segurança pública, bem como o controle externo das forças de segurança e o controle da alocação dos investimentos e de seus resultados;
- Acompanhar as avaliações do Sistema Nacional de Acompanhamento e Avaliação das Políticas de Segurança Pública e Defesa Social.

## Composição da CSP
A Comissão de Assuntos Econômicos atualmente é composta pela seguinte formação;
| Composição da Comissão de Constituição, Justiça e Cidadania do Senado Federal do Brasil (2025-2026) | Composição da Comissão de Constituição, Justiça e Cidadania do Senado Federal do Brasil (2025-2026) | Composição da Comissão de Constituição, Justiça e Cidadania do Senado Federal do Brasil (2025-2026) | Composição da Comissão de Constituição, Justiça e Cidadania do Senado Federal do Brasil (2025-2026) |
| Bloco Parlamentar Democracia (MDB, PSDB, PODE, UNIÃO)                                               | Bloco Parlamentar Democracia (MDB, PSDB, PODE, UNIÃO)                                               | Bloco Parlamentar Democracia (MDB, PSDB, PODE, UNIÃO)                                               | Bloco Parlamentar Democracia (MDB, PSDB, PODE, UNIÃO)                                               |
| Titulares                                                                                           | Partido (UF)                                                                                        | Suplentes                                                                                           | Partido (UF)                                                                                        |
| --------------------------------------------------------------------------------------------------- | --------------------------------------------------------------------------------------------------- | --------------------------------------------------------------------------------------------------- | --------------------------------------------------------------------------------------------------- |
| Alessandro Vieira                                                                                   | MDB-SE                                                                                              | Eduardo Braga                                                                                       | MDB-AM                                                                                              |
| Ivete da Silveira                                                                                   | MDB-SC                                                                                              | Dorinha Seabra                                                                                      | UNIÃO-TO                                                                                            |
| Marcio Bittar                                                                                       | UNIÃO-AC                                                                                            | Renan Calheiros                                                                                     | MDB-AL                                                                                              |
| Sérgio Moro                                                                                         | UNIÃO-PR                                                                                            | Plínio Valério                                                                                      | PSDB-AM                                                                                             |
| Marcos do Val                                                                                       | PODE-ES                                                                                             | Efraim Filho                                                                                        | UNIÃO-PB                                                                                            |
| Styvenson Valentim                                                                                  | PSDB-RN                                                                                             | | |
| Bloco Parlamentar da Resistência Democrática (PSB, PSD)                                             | | | |
| Titulares                                                                                           | Partido (UF)                                                                                        | Suplentes                                                                                           | Partido (UF)                                                                                        |
| Jorge Kajuru                                                                                        | PSB-GO                                                                                              | Chico Rodrigues                                                                                     | PSB-RR                                                                                              |
| Margareth Buzetti                                                                                   | PSD-MT                                                                                              | Omar Aziz                                                                                           | PSD-AM                                                                                              |
| Angelo Coronel                                                                                      | PSD-BA                                                                                              | Sérgio Petecão                                                                                      | PSD-AC                                                                                              |
| Vanderlan Cardoso                                                                                   | PSD-GO                                                                                              | | |
| Bloco Parlamentar Vanguarda (PL, NOVO)                                                              | | | |
| Titulares                                                                                           | Partido (UF)                                                                                        | Suplentes                                                                                           | Partido (UF)                                                                                        |
| Flávio Bolsonaro                                                                                    | PL-RJ                                                                                               | Wilder Morais                                                                                       | PL-GO                                                                                               |
| Jorge Seif                                                                                          | PL-SC                                                                                               | Carlos Portinho                                                                                     | PL-RJ                                                                                               |
| Magno Malta                                                                                         | PL-ES                                                                                               | Marcos Rogério                                                                                      | PL-RO                                                                                               |
| Rogerio Marinho                                                                                     | PL-RN                                                                                               | Marcos Pontes                                                                                       | PL-SP                                                                                               |
| Bloco Parlamentar Pelo Brasil (PDT, PT)                                                             | | | |
| Titulares                                                                                           | Partido (UF)                                                                                        | Suplentes                                                                                           | Partido (UF)                                                                                        |
| Fabiano Contarato                                                                                   | PT-ES                                                                                               | Jaques Wagner                                                                                       | PT-BA                                                                                               |
| Ana Paula Lobato                                                                                    | PDT-MA                                                                                              | Rogério Carvalho                                                                                    | PT-SE                                                                                               |
| | | | |
| Bloco Parlamentar Aliança (PP, Republicanos)                                                        | | | |
| Titulares                                                                                           | Partido (UF)                                                                                        | Suplentes                                                                                           | Partido (UF)                                                                                        |
| Esperidião Amin                                                                                     | PP-SC                                                                                               | Luis Carlos Heinze                                                                                  | PP-RS                                                                                               |
| Hamilton Mourão                                                                                     | Republicanos-RS                                                                                     | Damares Alves                                                                                       | Republicanos-DF                                                                                     |

## Projetos aprovados

### Política Nacional de Segurança Escolar
No dia 22 de abril de 2025 a CSP aprovou um projeto de lei que cria a Política Nacional de Segurança Escolar, agravando as penalidades para pessoas que cometem crimes em ambientes educacionais do país. O projeto conta com a autoria do senador Alan Rick (UNIÃO-AC), membro da Comissão de Constituição, Justiça e Cidadania e com subemendas do senador Sérgio Moro (UNIÃO-PR), Vice-presidente da CSP. Foi aprovado na CCJ no dia 30 de outubro de 2024 e na CSP em 22 de abril de 2025, necessitando ainda passar pela aprovação da Comissão de Educação e Cultura antes de ir para a Câmara dos Deputados.
O projeto cria também o Conselho Nacional de Segurança Escolar, órgão que terá como  finalidade promover um encontro nacional anual para padronização da política voltada à segurança escolar em geral e à prevenção específica de ataques em unidades de educação no país.